# مهرجانات اليابان
مهرجانات اليابان وتسمى باليابانية ماتسوري (باليابانية: 祭) تغطي في العادة المهرجانات التقليدية اليابانية التي يعود معظمها إلى أصول دينية من الشنتو أو البوذية أو انتقلت إلى اليابان من الثقافة الصينية.
تعقد المهرجانات في اليابان على مدار العام، وتكثر على الغالب في فترات الربيع والصيف والخريف.
أصل كلمة ماتسوري (祭) أو (祀り) تعني عبادة الإله (كامي).

## مهرجانات

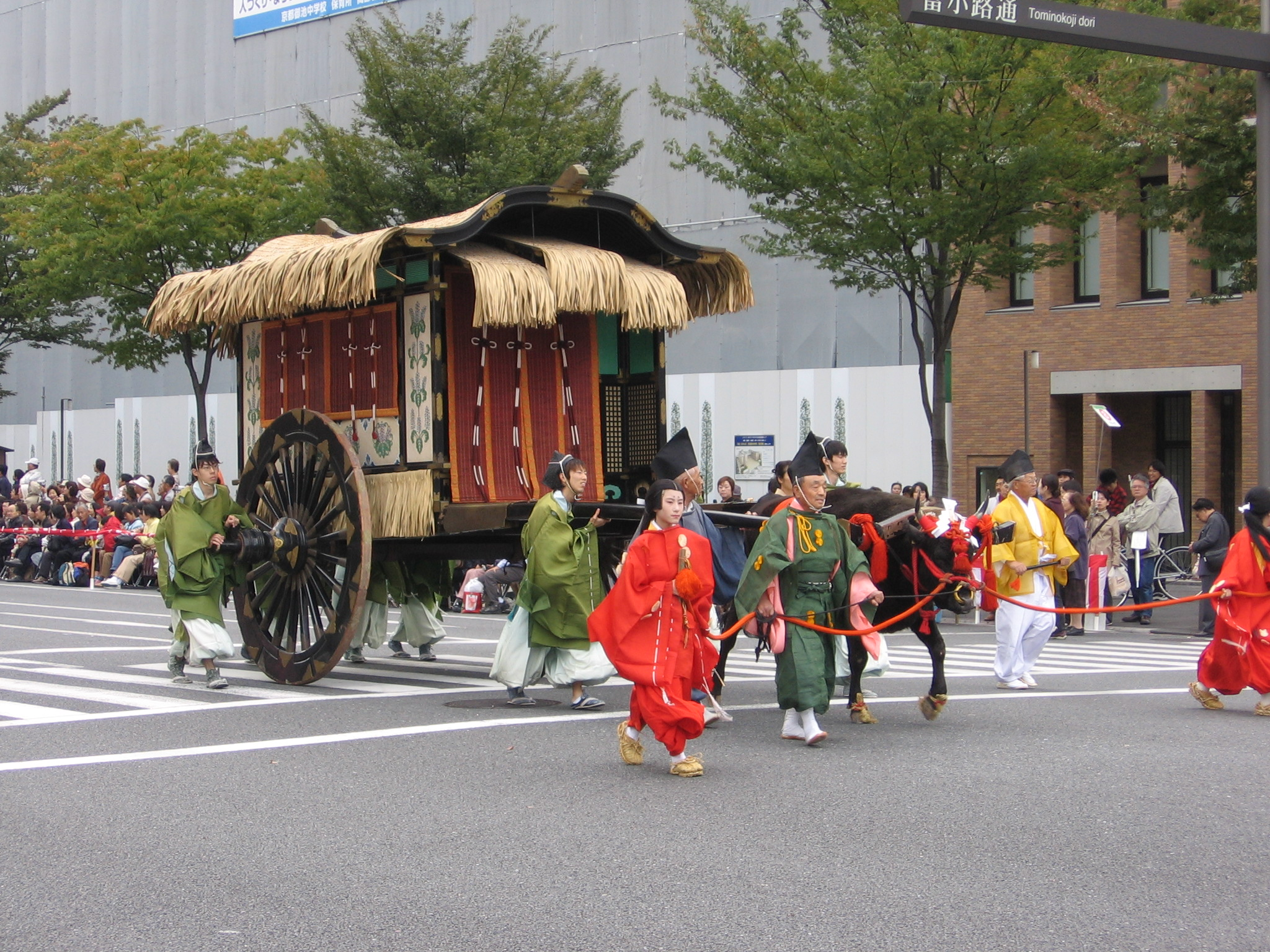
جيداي ماتسوري بكيوتو

نسرد في ما يلي بعض المهرجانات التي تجري في اليابان:
- هانامي: هي العادة المتبعة في اليابان والتي تتمثل في تأمل منظر الزهور وهي متفتحة.
- تاناباتا
- سيتسوبون
- مهرجان كاندا
- مهرجان بون
- جينجيتسو
- الأسبوع الذهبي
- مهرجان العشبات السبع
- سانجا ماتسوري
- جيداي ماتسوري في ال 22 أكتوبر يشارك الآلاف من الأشخاص باللباس التقليدي في إحياء هذا المهرجان بمدينة بكيوتو.
- هينامتسوري